# Cyprus op de Olympische Winterspelen 1984
Tijdens de Olympische Winterspelen van 1984, die in Sarajevo (Joegoslavië) werden gehouden, nam Cyprus voor de tweede keer deel.

## Deelnemers en resultaten

### Alpineskiën
| Olympiër         | Discipline       | Resultaat | Prestatie                          |
| ---------------- | ---------------- | --------- | ---------------------------------- |
| Alekhis Fotiadis | reuzenslalom (m) | 69e       | 3.54,03 (+1.12,85) 1.52,98+2.01,05 |
| Alekhis Fotiadis | slalom (m)       | dnf-1     | opgave run 1                       |
| Pavlos Fotiadis  | reuzenslalom (m) | dnf-1     | opgave run 1                       |
| Pavlos Fotiadis  | slalom (m)       | dq-1      | diskwalificatie run 1              |
| Lambros Lambrou  | reuzenslalom (m) | 70e       | 3.55,97 (+1.14,79) 1.56,46+1.59,51 |
| Lambros Lambrou  | slalom (m)       | 41e       | 2.34,62 (+55,21) 1.17,27+1.17,35   |
| Giannos Pipis    | reuzenslalom (m) | 75e       | 4.07,73 (+1.26,55) 1.56,18+2.11,55 |
| Giannos Pipis    | slalom (m)       | 47e       | 3.01,52 (+1.22,11) 1.30,69+1.30,83 |
|                  |                  |           |                                    |
| Lina Aristodimou | reuzenslalom (v) | 43e       | 3.03,45 (+42,47) 1.29,22+1.34,23   |
| Lina Aristodimou | slalom (v)       | 21e       | 2.19,64 (+43,17) 1.08,53+1.11,11   |

Andorra · Argentinië · Australië · België · Bolivia · Bondsrepubliek Duitsland · Britse Maagdeneilanden · Bulgarije · Canada · Chili · China · Chinees Taipei · Costa Rica · Cyprus · Duitse Democratische Republiek · Egypte · Finland · Frankrijk · Griekenland · Groot-Brittannië · Hongarije · IJsland · Italië · Japan · Joegoslavië · Libanon · Liechtenstein · Marokko · Mexico · Monaco · Mongolië · Nederland · Nieuw-Zeeland · Noord-Korea · Noorwegen · Oostenrijk · Polen · Puerto Rico · Roemenië · San Marino · Senegal · Sovjet-Unie · Spanje · Tsjecho-Slowakije · Turkije · Verenigde Staten · Zuid-Korea · Zweden · Zwitserland